# 新しい「領解文」(浄土真宗のみ教え)
新しい「領解文」（浄土真宗のみ教え）（あたらしい「りょうげもん」（じょうどしんしゅうのみおしえ））とは、2023(令和5)年1月16日に浄土真宗本願寺派（西本願寺）の大谷光淳（専如）門主が消息として発布したものである。
なお、本項ではこれをめぐり在野において指摘された問題点やその後の動向や混乱についても記載する。

## 発布に至るまでの動向

### 領解文
本願寺教団においては蓮如による領解文（改悔文）を、浄土真宗の教義を会得したままを口にして陳述するものとして改悔批判や法要後など様々な場面で出言してきた。その内容は簡潔であり、当時の一般の人にも理解されるように平易に記されたものであった。
しかし、当然ながら時代とともに当時の文言は古語となっていった。浄土真宗本願寺派においては、その肝要が伝わりにくくなっていることが問題とされ、21世紀になり「現代版領解文」の制定とその方法決定が長らく検討されてきた。

### 浄土真宗の救いのよろこび
2005年（平成17年）、親鸞聖人750回大遠忌宗門長期振興計画の一環として、教学伝道研究所に「教学・伝道の振興にかかる企画制定委員会」を設置。浄土真宗のみ教えを現代の人々に親しみやすい表現によって示し、正しく領解した上で味わいを深めることのできる文章の制作が企画される。その研究成果として、『領解文』のよき伝統とその精神を受け継いだ「浄土真宗の救いのよろこび」、ならびに『御文章』のよき伝統とその精神を受け継いだ「親鸞聖人のことば」シリーズにまとめられる。
2009（平成21）年7月、「『拝読 浄土真宗のみ教え』編集委員会」の企画を経て、「浄土真宗の救いのよろこび」「親鸞聖人のことば」を収めた『拝読 浄土真宗のみ教え』が刊行される。一人でも多く、浄土真宗の教えに触れ、味わいを深めることをねらったもので、布教の場面でも活用されることとなった。

### 門主交代後
2014年6月5日に大谷光真が本願寺派門主を退任し、翌日に大谷光淳が継承する。同年、本願寺派総長選挙にて石上智康が当選し第一次石上総局が始まる。
2015年に丘山新（願海）が本願寺派総合研究所長となる。
2016年10月1日より、法統継承を仏祖に奉告し、宗門内外に披露する伝灯奉告法要を翌年5月31日にかけて10期80日間つとめる。この初日に親教「念仏者の生き方」を示す。
2016年12月20日、第311回特別宗会にて石上が本願寺派総長に再度選出され、第二次石上総局が始まる。
『拝読浄土真宗のみ教え』の制作意図を尊重しつつ、「念仏者の生き方」によって示された生き方を、『拝読浄土真宗のみ教え』に掲載する必要があるとして、『拝読浄土真宗のみ教え』改訂編集委員会が設置される。
2018年9月30日に『拝読浄土真宗のみ教え』改訂編集委員会より報告書が提出され、総局において文言をふくめて、検討、決定するよう一任した。
2018年11月23日に、全国門徒総追悼法要の親教で「念仏者の生き方」への親しみや理解を深めてほしいという思いから、その肝要を四カ条にまとめた「私たちのちかい」を示す。
典拠が明確であり、しかも現代人にもわかりやすいことをめざして改訂版の拝読浄土真宗のみ教えが発行される。このときに浄土真宗の救いのよろこびは削除された。
2020年12月、特別宗会にて石上が総長に再選。第三次石上総局が発足する。
2021年4月15日の立教開宗記念法要の親教で、親鸞の生き方に学び、次世代に法義がわかりやすく伝わるよう、その肝要を「浄土真宗のみ教え」として示す。
2022年4月、丘山総合研究所長は中央仏教学院学院長に就任するも同月25日に死去。
2022年8月、武田昭瑛に代わり、築地本願寺宗務長を務めた安永雄玄が本願寺執行長に就任する。

### 新しい「領解文」（浄土真宗のみ教え）へ
2022年末、長らく進展がなかった現代版領解文制定方法について、制定方法検討委員会答申として、門主より消息として発布すべきとした。そのうえで領解文という題の使用は従来の領解文との扱いなどで混乱を招くおそれがあるので別の名称を使用すべきとした。
2023年1月、同月16日の御正忌報恩講御満座において、新しい「領解文」（浄土真宗のみ教え）についての消息を発布すると告知される。16日に大谷光淳（専如）門主より発布され、様々な場面での拝読・唱和をすすめた。内容は以前の親教で示していた浄土真宗のみ教えに歴代宗主の徳を讃えた段を加えたものとなった。
なお、このときの総局見解として、新しい「領解文」により従来の領解文を廃止するものではないとされていた。

## 新しい「領解文」（浄土真宗のみ教え）の内容
新しい「領解文」（浄土真宗のみ教え）は大きく分けて三段構成となっている。
第一段では念仏のこころについて、第二段では歴代宗主の徳をたたえ、第三段では念仏者の生活について記載されている。
なお、従来の領解文（改悔文）では安心（あんじん）、報謝（ほうしゃ）、師徳（しとく）、法度（はっと）の4段構成とされるが、新しい「領解文」（浄土真宗のみ教え）においては第一段に安心と報謝が、第二段に師徳が、第三段に法度が相当するとされる。

## 石上総局下におけるその後の経過
消息発布をうけて宗派では各刊行物などへの掲載が行われ、既刊の書籍にも改定版として新しい「領解文」（浄土真宗のみ教え）を掲載したものを順次刊行している。
宗派側が推進していく一方で、内容や制定過程について疑問や批判の声が各方面から挙げられている。

### 2023年3月定期宗会まで
1月27日 - 3月29日からの親鸞聖人御誕生850年・立教開宗800年慶讃法要の趣意書の付帯事項を改定し、法要において参拝者で唱和するプログラムが組まれることとなった。
2月1日 - この日付発行の本願寺新報（宗派公式新聞）において勧学寮から新しい「領解文」（浄土真宗のみ教え）についての解説文が掲載された。勧学寮は新しい「領解文」（浄土真宗のみ教え）について、受け止め方によっては誤解を招くおそれがあるとして、解説文を熟読するように呼びかけている。後日、勧学寮頭の徳永一道勧学が一身上の都合により勧学寮辞表を提出する。のちに受理されることとなる。
2月24日 - YOUTUBEチャンネル「浄土真宗の法話案内」にてシンポジウム『「新しい領解文」を考える―組織と教学の陥穽』が開催される。
2月22日 - 定期宗会開会。総局は新しい「領解文」（浄土真宗のみ教え）の普及を宗務の基本方針に掲げるも、議員から質問や意見が相次ぐ。
3月3日 - 定期宗会会期末、総局による宗務の基本方針が可決される。その後総局に反対する議員が紹介議員として、3月29日からの親鸞聖人御誕生850年・立教開宗800年慶讃法要における唱和を慎重に検討する旨の請願書が僧侶・門信徒有志提出されるも、総局に与する議員らの反対多数で不採択となり、慶讃法要で唱和することが確定となる。

### 2023年4月後任勧学寮頭任命まで
3月22日 - 26日にかけて有志による新しい領解文を考える会がインターネット上で新しい「領解文」（浄土真宗のみ教え）についてアンケートを行う。期間中600名以上の回答があり9割から内容に違和感があるとの声があがった。
3月25日 - 勧学で龍谷大学名誉教授の深川宣暢を代表とする勧学・司教有志の会により「新しい領解文（浄土真宗のみ教え）」に対する声明（一）が発表される。
3月26日 - 新しい領解文を考える会がパンフレット『みんなで、新しい「領解文」（浄土真宗のみ教え）を考えてみよう。』を発表する。
3月29日 - 西本願寺における親鸞聖人御誕生850年・立教開宗800年慶讃法要が始まる。以降5月21日まで5期30日かけて行われ、通常プログラムにおいて法要の終盤に新しい「領解文」（浄土真宗のみ教え）を唱和する場が設定されているものの、期間中は退出者や無言を貫くもの、念仏や従来の領解文などを口にするもの、抗議する旨の文章を掲げるものも見られた。
3月31日 - 中外日報に本山本願寺前執行長の武田昭英が新しい「領解文」の問題点を投書したものが掲載される。
3月31日 - 徳永一道勧学寮頭が解任となる。
4月1日 - 徳永一道勧学解任による勧学寮欠員に北塔晃陞勧学（前中央仏教学院長）を補充。
4月6日 - 勧学寮員の互選により淺田惠真勧学を勧学寮頭に選出、任命される。

### 5月21日慶讃法要終了まで
4月8日 - 勧学・司教有志の会により「新しい領解文（浄土真宗のみ教え）」に対する声明（二）が発表される。
4月22日 - 勧学・司教有志の会により「新しい領解文（浄土真宗のみ教え）」に対する声明（三）が発表される。同日、これまでの声明（一）（二）（三）を本願寺派総局と統合企画室長に送付し、さらに『全国の門信徒の方々へ〜「新しい領解文」について〜』という全国の門信徒へ向けたメッセージを発した。
5月1日 - YOUTUBEチャンネル「浄土真宗の法話案内」にてシンポジウム『「新しい領解文」を考える（2）―いままでと、これから』が開催される。
5月5日 - 勧学・司教有志の会により「新しい領解文（浄土真宗のみ教え）」に対する声明（四）が発表される。5月8日に総局並びに統合企画室長に送付。
5月10日 - 石上智康総長が淺田恵真勧学寮頭に文書で、勧学寮頭が中心となって勧学・司教有志の会へ「指導」し、宗門の秩序の回復に努めることを要請する。この事実は5月19日に中外日報にて報じられるほか、宗派の官報誌である宗報6月号に要請文が全文掲載される。
5月15日 - 新しい領解文を考える会がアイブリッジ株式会社の提供するセルフ型アンケートツールFreeasyを利用し、全国のユーザーに対し新しい「領解文」（浄土真宗のみ教え）について意識調査を行う。
5月18日 - 本山本願寺（西本願寺）が、聞法会館総会所で定期的に勧学が門信徒の教学についての質問に回答する法義示談を、諸事情により当面休止すると発表した。
5月19日 - 勧学・司教有志の会により「新しい領解文（浄土真宗のみ教え）」に対する声明（五）が発表される。同日に総局並びに統合企画室長に送付。
5月20日 - 勧学・司教有志の会が声明について一区切りついたとして、5月23日に京都東急ホテルにおいて記者会見を行うことを発表。
5月21日 - 西本願寺における親鸞聖人御誕生850年・立教開宗800年慶讃法要が御満座を迎える。同日、石上智康総長が体調や宗務の刷新のためとして辞任の意向を周囲に伝える。（22日に中外日報サイトで速報、23日に各メディアにて報じられる）

### 池田総長選出まで
5月23日 - 勧学・司教有志の会が記者会見を行い、これまでの経緯や指摘事項を説明した。さらに、総局が代わっても、新しい「領解文」が撤回もしくはそれに準じた状態になるまで活動を続けることを公表した。
5月24日 - 新総長指名選挙を行う宗会を同30日に招集することが中外日報サイトで速報される。
5月24日 - 新しい領解文を考える会が5月15日に行った一般的な意識調査の結果を公表する。300名が回答した。これまで仏教に縁のなかった人へ浄土真宗のみ教えを伝えることを目的とし、様々な場面で拝読・唱和が促されているなかで、現代語で説かれていることからも半数程度が「わかりやすい」との評価をしていた。しかし、この文章が教義理解や布教・伝道に資するかについては、否定的な回答が多数を占めており、仏教にほとんど縁のなかった人は、拝読・唱和による布教・伝道効果に対して約7割が否定的見解を示した。
5月30日 - 臨時宗会招集。石上智康総長の辞職が承認される。大谷光淳門主より総長候補者として池田行信（前総務）、保滌祐尚（元統合企画室長）の2名が指名される。
5月31日 - 総長指名選挙の投票が宗会議員により行われる。池田行信（47票）、保滌祐尚（22票）、白票（4票）、無効票（1票）となり、池田前総務が総長に指名される。池田は受諾のうえ石上の路線を継承し、新しい「領解文」（浄土真宗のみ教え）の唱和を推進していくことを表明した。選挙を踏まえ、即日に石上智康が総長解任となり、池田行信が総長・宗教法人浄土真宗本願寺派代表役員に就任した。同日付で総務、副総務が選定され、池田総局が始動する。

## 第一次池田総局下における経過（2023年）

### 池田総局発足後
池田総局発足のころになり、新しい「領解文」（浄土真宗のみ教え）が住職、坊守、僧侶の人材育成の場でも用いられることが明らかになった。
特にこれまでは必ず従来の領解文が出言されていた得度式（僧侶になる儀式）においては、従来の領解文をとりやめ、新しい「領解文」に置き換えられることになった。
さらに、毎年のように開催され、宗派の方針説明と質問等を受付する公聴会に際して、新しい「領解文」（浄土真宗のみ教え）については議題にあげず、質問を受け付けないことが通達されている。
6月8日 - 宗会では僧侶議員は4つの会派があるが、所属会派からの脱会や移籍の動きが盛んになっているなかで、池田総長所属会派「大心会」は成立要件の7人を下回り、事実上の会派解散となった。
6月10日 - 勧学・司教有志の会により「新しい領解文（浄土真宗のみ教え）」に対する声明（六）が発表される。同日、これまでの文書のpdfデータをインターネット上に公開した。
6月12日 - 淺田勧学寮頭が5月10日の石上総長（当時）の要請に対し回答書を提出する。それによると、法規により勧学や司教への指導はできないこと、また有志の会の主張は宗制に定める教義に相違していないことから教諭できないことが示されている。この内容は9月に宗報に掲載されている。
6月28日 - 翌日にかけて総局出席のもと本願寺鹿児島別院にて九州地区組長研修協議会（九州組長会）が開催される。この全体協議会で新しい「領解文」（浄土真宗のみ教え）についての質問が事前にあり、総局がはじめて公式に答弁する場となった。各組長からの質問に対し総局は従来の説明を繰り返す形となった。
7月1日 - 池田総局で就任した菅原俊軌副総務が願い出により副総務を解任される。
7月1日 - 中外日報が新しい「領解文」（浄土真宗のみ教え）について賛同する者を取材し、反対派から過剰に攻撃されていることが報じられる。また、新しい領解文について考える会は本来中立の立場で組織されているが、会内外でのこうした事案もあって活動が停滞していることが明らかとなった。
7月1日 - 月末にかけてオンラインでの公聴会が開催される。リアルタイムの意見聴取は5日から28日まで各教区会場にて宗務所とリモートで行われる。ただし、今回の議題にない新しい「領解文」（浄土真宗のみ教え）については別途行う宗派による学習会のときに発言するよう事前通告があった。
7月2日 - 新しい領解文を考える会が、6月の得度式からの領解文の置き換えをうけて、得度を願い出ていた門徒が、新しい領解文を本人の信条に反して仏前で唱和することを理由に辞退していたことを公表する。
7月14日 - 新しい領解文を考える会によるオンライン連続講座（全8回）が始まる。

### 新総局の対応と明かされる事実
7月14日 - 布教団連合総会にて次年度本山常例布教における布教使の教区推薦基準について議論。宗派が当初示した推薦基準案の「新しい『領解文』の内容を踏まえた法話を行えること」への大きな反発をうけて議論と変更を重ねた結果、「重点目標（新しい『領解文』の学びを深め布教活動を展開するなど）を確認のうえで出講する」とした。反対する在野の布教使に事実上歩み寄るものとなった。
7月18日 - 本願寺派の教学研鑽会の最高峰である安居（あんご）が龍谷大学大宮学舎にて始まる。本講は前年の閉会時に予告の通り、満井秀城勧学（本願寺派総合研究所長）。
7月27日 - 新しい「領解文」（浄土真宗のみ教え）について学ぶ宗会議員勉強会が開催される。2月の第321回定期宗会で新しい「領解文」の推進策を可決したが、宗門内で混乱が広がっている事態を重く受け止め、宗会議員それぞれが根本となる宗意安心について学び考えるため開催。深川宣暢勧学を講師に、53人の宗会議員が出席する。
7月31日 - 安居が最終日を迎え、閉講。例年告知されている次回（翌年7月）の講師・内容は告知されなかった。勧学寮から申達はあったものの、講師に新しい「領解文」（浄土真宗のみ教え）に疑義を唱えるものが含まれており、内事部で認証されていないという。
8月4日 - 徳永一道前勧学寮頭からの情報をうけて武田昭英前執行長が徳永氏の寮頭辞任理由説明文書の「原案」を宗会議員に送付する。このなかで新しい「領解文」（浄土真宗のみ教え）の発布に至る経緯で瑕疵があったことや石上前総長らによる消息発布及び寮頭辞任の説明に事実と異なることがあったと明かされる。

#### 武田昭英が文書において指摘する点
(1)制定方法検討委員会答申の無視 - 石上智康前総長は、「現代版領解文策定方法検討委員会」において、委員（勧学、入澤崇龍谷大学学長）に「新しい領解文」の内容については全く議論をさせないまま、さらに「領解文という用語を使用しない事を条件として、門主に制定していただく」しかないという委員会の答申を無視して、「新しい領解文」という名称で消息を発布した。
(2)勧学寮の答申の無視 - 2022年末、勧学寮に「新しい領解文」の内容に関する諮問があり、それを受けて寮員会議が開催されたが、その会議では、内容に関する同意はなく、むしろ多くの問題点が指摘された。その中から、宗意安心に関する三つに絞って再考を願うように答申したが、総局の対応は全くなかった。その後、この内容に関する寮員会議は一度も開催されていない。
(3)統合企画室長の越権行為 - 勧学寮は宗意安心上の3点の問題点を12月19日に答申したが、その直後に葛谷英淳・統合企画室長が勧学寮に直談判に来ており、徳永一道勧学寮頭と一対一で面談し、再考を願う勧学寮の答申を無視して、原文のままで同意するように執拗に要求している。この葛谷室長の行為は、宗法第70条に定められる「宗門の宗務機関は、その職務に属する事項を行うについて、互いに他の宗務機関に不当に干渉してはならない」という規定に抵触する不当な行為であることは明白であり、さらに言えば、宗法第22条の2「和合をむねとし、宗門の秩序を乱さないこと」にも抵触している。
(4)勧学寮頭の独断と引責辞任 - 独断で同意した徳永一道勧学寮頭の行為は、宗法第59条に定められた勧学寮の合議制に抵触している。すなわち、葛谷室長の直談判による強い要求・干渉があったとはいえ、そのほかの寮員に相談なく、しかも寮員会議での結論に相反しながら独断で同意の署名捺印をした責任は、徳永寮頭にある。そのための引責辞任であったことが明記されている。徳永前寮頭は、この行為を深く悔やみ、監正局による「宗門懲戒」をも受ける覚悟で、辞任説明書類の「原案」を提出している。
(5)解説文にも問題がある - 大谷光淳門主を護るためであったとはいえ、苦渋の選択で勧学寮は「新しい領解文」の解説文を書いたが、その内容は問題点の多いものであることを、勧学寮自身が認めている。したがって、解説文を熟読したとしても「新しい領解文」は法義に対する誤解を避けられるものではない。
(6)徳永一道による経緯の実相
2022年
4月1日 - 宗則「現代版領解文制定方法検討委員会設置規程」施行
8月9日 - 委員会発足。［委員メンバー］徳永一道（勧学寮頭、委員長）、浅田恵真勧学（現勧学寮頭）、太田利生勧学、北塔光昇勧学、満井秀城勧学、入澤崇（龍谷大学学長）
9～11月 - 計5回の委員会開催
11月8日 - 徳永委員長より領解文という語を使用しない条件の答申が石上総長へ提出
（総局からの返答はなし）
12月中旬 - 消息の勧学諮問
12月19日 - 徳永寮頭から門主へ再考を願う答申提出する。統合企画室の葛谷英淳室長が徳永寮頭へ1対1の直談判で強く要求する。徳永寮頭が独自判断で、解説文で理解を図るとした上で同意し、寮員は事後了承。
2023年
1月16日 - 消息発布
2月1日 - 勧学寮「ご消息解説」（本願寺新報掲載）
2月3日 - 徳永寮頭が辞表提出（引責辞任）
2月11日 - 徳永寮頭辞任理由説明文の「原案」がFAXで寮員に回覧される
2月16日 - 徳永寮頭辞任理由説明のためのオンライン司教会開催
4月1日 - 徳永寮頭解任
以上となっている。

### 宗会や公式学習会（9月まで）の動き
2024年にかけて行われる宗派公式学習会の内容については、2024年1月24日現在本願寺派公式報告はないため、特に記載のない限り新しい「領解文」について考える会による。なお、宗派からの出席者は解説者として本願寺派総合研究所より満井秀城所長、総局より荻野総務、公文名総務、三好総務のいずれか1名、事務方の随行として中井室長の各回3名である。
8月28日 - 宗会会派の会長・幹事長会が招集される。園城義孝議長、内田孝副議長、「八五倶楽部」「顕心会」「誓真会」「門徒議員会」の会長・幹事長が出席。武田昭英前執行長から宗会議員へ「徳永一道前勧学寮頭が制定に瑕疵があった」と指摘する文書送付や、一般寺院からの新しい「領解文」（浄土真宗のみ教え）に関しての声をうけて会派の意見を聞き取る。宗門での混乱の広がりを受け、宗会のとるべき対応が議論され、宗会から総局に推進策の取り下げを申し入れることを決めた。
8月30日 - 新しい「領解文」（浄土真宗のみ教え）の理解を深めるため、2023年度の宗務の基本方針に基づき、宗派（総局）が主催する各教区での学習会が北豊教区から始まる。新しい「領解文」について考える会によると、会場参加者40名程度、オンライン数名。開会にあたり新しい「領解文」（浄土真宗のみ教え）を唱和することとなっていたが、誰となく従来の領解文を唱えはじめ、自然と参加者全員が唱和するなど、冒頭からハッキリと宗派の方針にNOを突き付けた形となった。
8月31日 - 安芸教区で開かれた学習会では、会場参加は110名、オンライン70名。開会での新しい「領解文」（浄土真宗のみ教え）を唱和は無し。宗意安心と消息の発布手続きを中心に質疑が行われたが、終了後に会場参加者の大半が内容と説明に「全く理解できなかった」と意思表示し、総局に学習会の在り方の再検討や再度学習会の開催を求めた。
9月4日 - 熊本教区での学習会は会場参加者50名以上、オンライン50名以上。開会での新しい「領解文」（浄土真宗のみ教え）の唱和は無し。新しい「領解文」（浄土真宗のみ教え）の出拠は石上智康前総長の書籍ではないかという質問に対して、満井秀城総合研修所長・勧学は「制作の過程については想像の域を出ないが、考えられる出どころかもしれない」と返答。コロナ禍に発表されたメッセージポスターに関しても同様に似た表現があり「オマージュ的」と答える。最後に座長が本日の学習会で内容に納得できたか参加者に挙手制で回答を求めるが、ひとりも挙手はなかった。
9月4日 - 本願寺派の専門学校である中央仏教学院において通信教育入学式が行われる。入学式で新しい「領解文」（浄土真宗のみ教え）を唱和する。
9月5日 - 佐賀教区での学習会は会場参加者35～40名、オンライン30名、開会での「唱和」無し。多くの質疑に対して満井所長は、「それを伝えるのは勧学寮」「勧学寮には別途説明会を催して欲しい」という言葉を繰り返し、勧学寮がいないと学習会の質疑は答弁出来ないことを露呈。発布当時の総局は荻野総務以外すべて入れ替わり、勧学寮頭も交代しているなど、質問に答えるべき人が不在の中で学習会が行われていることが浮き彫りとなった。最後に、座長が新しい「領解文」（浄土真宗のみ教え）を受け入れることができるかという問いに、参加者の多くは受け入れることができないと回答した。
9月10日 - 8日から東京外国語大学府中キャンパスで開催されていた日本宗教学会第82回学術大会で新しい「領解文」（浄土真宗のみ教え）についてパネル発表が行われる。本願寺派僧侶4名が登壇し問題点や評価について議論された。
9月12日 - 8月に開催された先述の宗会各会派代表らによる協議に基づき、園城義孝議長と宗会事務局長から、池田行信総長と葛谷統合企画室長に申し入れを行う。しかし、申し入れは退けられ、推進を継続し、学習会で理解を得られるようにすると回答される。理由について、唱和推進は消息の中で門主が語っており、宗会でも可決したこと、さらには消息の内容は事前に勧学寮が同意しており、手続きに瑕疵はないとしている。
9月26日 - 福岡教区での学習会が開催される。冒頭に新しい「領解文」（浄土真宗のみ教え）の唱和については、大半が従来の領解文を唱和したり南無阿弥陀仏の称名念仏していたという。質疑応答では内容に関する質問や総局の責任が問われ、公文名総務は「総局の責任は申達するという手続きに責任があるのであり、総局に内容についての責任はない」と返答する。座長による参加者への納得度の聞き取りでは、参加者全員が納得できないとの回答。

### 公式学習会（2023年10月）
10月3日 - 鹿児島教区にて学習会が開催される。質疑応答では宗務行為の責任に関して問われ、三好総務は申達をした宗務機関の総局には門主が発布した消息を周知していく責任があると回答した。なかには新しい「領解文」（浄土真宗のみ教え）を絶賛し、このまま反論に負けず唱和を推奨していくことを要望した者もいた。
10月4日 - 長崎教区にて学習会が開催される。勧学寮員でもなく解説文作成にも携わっていない満井秀城所長がこの学習会担当していることについて、満井がその責務を辞退し、勧学寮を伴った学習会を開くべきと指摘がされる。また機の深信が示されていない背景として、「8割以上は自己肯定感が高い」とする満井の見解の根拠が問われ、海外の布教現場での事例と自身の経験値による意見であるとしている。ところが、満井に対して日本人の自己肯定感は30年間下がり続けていること、教育現場においても自己肯定感が低いことを前提に教育が行われていることが指摘された。
10月10日 - 山口教区にて学習会が開催される。会場参加者68名、オンライン約30名。新しい「領解文」（浄土真宗のみ教え）に他力が見られる部分はあるのかという問いに、満井所長は他力をどのように伝えていくかは我々に課せられていると示した。一連の混乱の解決に関して公文名総務は、1つは消息の撤回もしくは見直しだが、現在の宗門法規では100％不可能と認識しており、解決があり得るとしたら、宗会、もしくは常務委員会で決められたことであるから、これを宗会で改めて見直すということはあり得るとした。
10月11日 - 四州教区にて学習会が開催される。参加者からは教学や組織的なところで質問が相次ぎ、本文にない言葉を用いなければ浄土真宗として正しく読めない文章であり混乱が起きていることが指摘された。
10月24日 - 奈良教区にて学習会が開催される。
10月25日 - 兵庫教区にて学習会が開催される。教学面では一益法門ではないかという質問があった。また、門主による消息の発布等の手続き上、宗門法規に反するようなことがあった場合は、どのように対応するのかという質問に荻野総務は、（本件は）手続き上勧学寮から同意を頂いていて、再調査しても問題はなかったとしている。もしあった場合の対応は考えるとしている。統合企画室中井幹事は、もし手続き上問題があれば、認証から見直さないといけないとした。12月19日の勧学寮寮員会議での同意は勧学寮の5名全員が同意をしたと文書中に明記されているのかとの問いに、中井幹事は同意文書について開示請求した宗会議員がいたが、勧学寮から開示されることはなく、全員の同意があったということになっているとした。また、消息における同意は、5名全員の同意が必要ということではないが、宗意安心の裁断については5名全員の同意が必要であるとした。さらに僧侶養成部より「強制ではないが得度式において、新しい領解文を唱和することになっている。」と言われ、得度予定者は「仏さまの前で嘘はつきたくない」とも言っていることから、唱和推進を一旦やめて、問題点を一度精査すべきではないかという意見があった。荻野総務は私たちは「新しい領解文」を正しいものとして広めていくために学習会を行っているため、やめるつもりはないとする。さらにそれは唱和の強制であり、「和顔愛語」を掲げるなら、「新しい領解文」を唱和したくない人にも優しくしてほしいとの意見に、荻野は習礼において両方の領解文について学んでもらい、納得してもらった上で得度式で唱和してもらうこと、得度式は本山本願寺の所掌であり、機会があればこの指摘を伝えておくとした。座長が「新しい領解文」を得度等で唱和することについて、反対する者に挙手を求めると多数が挙手した。さらに満井の説明は非常に難解であり、「伝わる伝道」にするためにはきちんと伝わるようにすべきではないかとの質問に、満井は従来の領解文も三業惑乱の様に学者でも間違った理解をすることがあり、伝わらないのはなぜかということは考えていく必要があると受け止めた。門徒からは「唱和は強制でない」とあるが「宗勢基本調査(2026年予定)において、寺院行事での唱和100%をめざす」ともあるのは矛盾してないかと質問があり、荻野はあくまでも努力目標であり強制ではないとした。また、消息にある「次の世代の方々」は誰を指しているのかについて、満井は褒められて育ってきた世代のイメージであるとした。学習会の終わり際には、門徒から「私たちの浄土真宗を返せ！」との怒号があった。

### 公式学習会（2023年11月）とその間の動き
11月7日 - 東京教区にて学習会が開催される。1都8県を管轄し、石上前総長（千葉県）、池田総長（栃木県）の地元教区であり、先述の浅田勧学寮頭の文書が宗報10月号に掲載された直後の学習会であった。さらに、当日は石上が会場後方に座って参加しているなか行われた。冒頭の新しい領解文の唱和では多くの参加者が唱和していた。質疑応答では一人をのぞく発言者全員が唱和推進に反対する意見を述べた。意見の中には「新しい領解文」のバージョンアップを求める声もあった。また、浅田が勧学司教有志の会の主張は間違っていないと明言していることについて、満井は「だからと言って新しい領解文が間違いとは言えない」と強弁した。
11月14日 - 東北教区にて学習会が開催される。
11月12日～15日 - 同11〜16日にかけて行われる築地本願寺報恩講法要のうち、教学に関する疑問に答える「御示談（ごじだん）」が行われる。全日とも勧学寮員の相馬一意勧学が回答した。本山本願寺での法義示談が中止されている中で、新しい「領解文」（浄土真宗のみ教え）に関する質問も相次いだ。相馬は、勧学寮員なので公式的には勧学寮が発行した解説文のとおりに理解するよう伝えたうえで、ひとりの勧学、仏教学を学んできた相馬の個人的な意見で、法義に関わる問題についての見解であると断ったうえで回答した。特に質問の多かった「私の煩悩と仏のさとりは 本来一つゆえ　そのまま救うが　弥陀のよび声」について解説したうえで、新しい「領解文」（浄土真宗のみ教え）には少し誤解を生むような表現があるのではないかと回答した。
11月28日 - 北海道教区にて学習会が開催される。浅田勧学の文章について、勧学・司教有志の会が主張する内容は、教義に異するとは言えないとあるが、勧学寮が間違いと寮頭が認めているのではないか、また武田は門主が汚名をきせられた事になっていいのかと書いてあり、困惑するとの意見があった。総務の公文名は、浅田も含めて、2022年12月19日に門主の消息文案が勧学寮に開示され、勧学寮は精査し問題無しとして同意したのにどうして後日「教義に異するといえない」という言葉になってくるのか困惑しているという。また、随行していた中井は勧学寮の立場は5月10日に石上総長が浅田寮頭に新しい領解文に同意した事を確認済みであり、内容には間違いはないとした。出拠がわからず、論文であれば認められないとの指摘に対し、満井は研究論文とは異なる改悔であり、自力心との決別が重要であるとした。さらに、新しい「領解文」(浄土真宗のみ教え)は英・中・葡の3ヶ国語の翻訳があり、中国語とポルトガル語はほぼ直訳だが、英訳だけ「私の煩悩と仏のさとりは本来一つゆえ」が意訳になっていることについて、満井はわからないとし、公文名は責任をもって調べるとした。

### 公式学習会（2023年12月）とその間の動き
12月5日 - 大分教区にて学習会が開催される。
12月6日 - 備後教区にて学習会が開催される。
12月12日 - 石川教区にて学習会が開催される。「新しい領解文」の学習会の目指す所、ねらいに関して「新しい領解文」に対する批判がある中で、その見直しや妥協点を探る意図はあるのかとの質問には、唱和の推進と、学びを深めてもらうための目的の学習会であると回答があった。また、新しい「領解文」を「あらゆる場面で唱和する」という方針について従来は法話を聞いてから領解出言していたのに、法話以外の場面やこの学習会のように最初に「唱和」が行われるのはおかしいのではとの指摘に、総務は『出言』ではなく『唱和』なので、問題ないとし、満井は口に唱えてそれを耳で聞いていくことに意義があるとした。
12月13日 - 京都教区にて学習会が開催される。解説がないとわからない本文であるとの指摘について、満井は2023年度内で学習会を終えた後に総局で総括を行うが、総合研究所として提案できる事は、イラストを用いたりしてわかりやすくしたいとした。公文名はこの消息に何かを付け加えるという事は、法規上ありえないと思うとした。また、多くの学習会でほとんどの参加者が内容を理解できないとしているなかでの唱和推進について、公文名は今回の新しい領解文は２００５年の長期進行計画を遅れながら実施したものであり、得度式での唱和は本山で決められたものなので宗派からは干渉できないとした。また、強制的に行おうと思っておらず、検討するとした。中井は、各学習会で理解できたという声はほとんどなく、無駄遣いをするなと言われる事もあるが、すべての教区で学習会を開くという事に重点を置いているとした。消息発布までの手続への疑念の声について、中井は勧学寮部長が寮員5人の同意があったと認めていて、議事録は勧学寮の判断で公開していないとした。また、勧学寮に同意を迫ったという疑念には、録音テープにそのような発言はないとした。浄土真宗の救いのよろこびへの対応については石上総局の判断であり、親鸞聖人の言葉、門主の言葉の本の編集を行う上に、出拠があるかないかで改定編纂するなかで削除されたとした。

12月19日 - 「新しい領解文を考える会」運営チームの稲城蓮恵（大阪・光蓮寺）岡本法冶（安芸・光源寺）、五藤広海（岐阜・光蓮寺）、寺澤真琴（滋賀・清徳寺）、深水顕真（備後・専正寺）、松月博宣（福岡・海徳寺）、山上正尊（大阪・旭照寺）、雪山俊隆（富山・善巧寺）らが声明文宗会議員有志による「『2023年度宗務の基本方針具体策』の一部変更を決議する臨時宗会招集要望」への支持表明と要望についてを発表する。
12月27日 - 武田本願寺前執行長、満井本願寺派総合研究所長に質問状を送付する。満井が本願寺新報（2020年6月10日号）にて浄土真宗のみ教えを伝えるためのキーワードの一つとして二種深信（機の深信と法の深信）を解説していた内容に基づき、学習会での解説内容と矛盾していないかと問い質した。

## 第一次池田総局下における経過（2024年）

### 2024年御正忌報恩講法要までの動き
1月4日 - 武田前執行長が満井所長との間で行った質問状（先述）と返答を公開する。満井は所長職の辞意があるもののある人物から慰留されていることを明かす。また、二種深信については武田が指摘する本願寺新報掲載記事の通りであり、勧学寮員ではないにもかかわらず徳永前勧学寮頭から意見を求められた時には機の深信に違反する恐れがあると指摘し、勧学寮答申には反映されたはずだが、実際には現状の通りという認識であった。そのうえ、「恐れあり」とする危険性を発言したのみであり、直ちに意義・異安心とは言えず、それ故に勧学寮も同意したと考察している。さらに大谷門主は二種深信を理解した上で、敢えてこの表現を取った理由を説明をしており、なおかつ自力心との決別という視点は鮮明であり、この重要性は学習会でも説明していると回答した。
1月9日 - 親鸞の命日法要である御正忌報恩講法要が本山本願寺（西本願寺）で始まる。初夜の改悔批判では与奪者（門主の代理人）の満井秀城勧学（総合研究所長）が例年のように浄土真宗の教学と参列者が低頭して出言した領解文について解説を行った。続けて新しい「領解文」（浄土真宗のみ教え）についても解説を行い、参列者が合掌して唱和した。

### 公式学習会（2024年1月）とその間の動き
1月15日 - 満井本願寺派総合研究所長より『なぜ「私の煩悩と仏のさとりは本来一つゆえ」なのか』が発表され、勧学寮の解説書と併せて読むことを奨励される。 
1月17日 - 滋賀教区にて学習会が開催される。布教の現場では従来と新しい領解文のいずれを扱うかは現場の判断に任すということなのかとの質問に、三好はそのとおりとしたうえで、100％唱和という宗派目標との矛盾については、従来の領解文を扱うことを否定するものではなく、新領解文については門主消息なので、唱和しようということであるとした。また、各教区からこの消息の問題があげらているなか、総局の協議はなされているかとの問いに、三好は議論しているが、取り下げについてはあがっておらず、門主が発布したものだから、総局はそれを周知することが仕事であるとした。通常は題目の意味から内容の教義説明をするが、講義では題目について全く説明がなく、従来の領解文と合わせて、聖教に準じない新しい領解文を改悔批判に使っているのは事実上の聖教化を図り、宗制違反ではないかという指摘があった。また、領解というのは私の領解であり、仏の側に立って領解する必要はないとの意見に、満井は領解は約生でなければならないとは限らず、仏徳讃嘆も信仰表明の有り様だとは思うとした。さらに、仏徳讃嘆に約仏約生があるかということになるが、自分自身で仏徳讃嘆をしていると言うと驕りにはならないか、またその教学的根拠はあるのかとの問いには、経典を読むという意味は、仏徳讃嘆として読むので、決して驕ってはいないと思うとした。第2の師徳段で宗祖と歴代宗主が並列されており、発布した門主自身を宗祖と同格視し、歴代宗主を教祖化しようとする目的があるのではないか、これは統一教会のような教祖信仰になりかねないとの意見もみられた。大谷光真門主(当時)が宗制を改正しているのは、戦時教学の轍を踏ませないようにする反省から、歴代宗主の消息は聖教扱いしないようにするためであるが、歴代宗主と宗祖を並べていることはその反省や基幹運動を反故にすることではないかとの問いに満井は（浄土真宗）800年の歴史の総体として受け取るとし、三好は宗制改正の経緯は十分承知している上での消息発布であり、教祖化を目指したものではないとした。また、褒められて育った人には浄土真宗のみ教えは受け入れがたいというが、これで傷つく人がいるということは認めるのかとの問いに、満井は認めるとした。また、書籍「新時代の浄土真宗」に満井が新しい領解文は「わかりやすい現代語の言葉とともに、七五調に語調が整えられていることで、自ら口にかけながらリズミカルで聞きやすく耳に入ってきます」とあることについて、三好は現代的だとは思うが、七五調とは受け止めれてはいないとし、満井は変則七五調でそれなりにリズミカルであるとした。制定過程について、12月5日に門主へ消息を発布してもらうことが正式に決まり、12月12日に消息文案が届いたが、公式の文章を作る時は1年をかける場合もあるが、それをわずか1週間とはあり得ない。これは門主に対しても失礼ではないのかとの問いに、三好は1週間で書かれたというが、決して1週間のみで書かれたわけではないとし、中井はこの新しい領解文が発布される前（2年前）に、親教の「浄土真宗のみ教え」が出ていて、その内容に1段を付け加えているということなので、1週間で書いたとは考えにくいとした。また、中井は門主がどのようにこの文章を作成したのかは推測の域を出ないが、私の受け止め方としては、2年前の親教の文章に、師徳の段を加えているから、1週間で作成したのが短いのか長いのかはわかりかねない。また、いつまでに返してもらいたいというのではなく、12月5日にお願いしたら、結果として1週間後に文案をいただいたものであるとした。

1月18日 - 富山教区にて学習会が開催される。石上前総長の著作と酷似していることについて、三好は引用をどこからなされたかということに関しても、我々（総局）はその領域に手をかけることは出来ない。これは、誰かの言葉を何かしら使われたとしか言えない。石上に私的に聞いたところ何も存じないと回答があったとした。そのうえで参加者は、内部の誰かが忖度して使用したと考えられ、本願寺で最初に使用されたのは2020年のメッセージポスターであり、総合研究所で作られていると聞いているが、満井はどのように関わっていたのかと質問。満井はメッセージポスターの文献的な精査や制定過程にも関与していないとした。さらに学習会での発言が変わったり訂正されていることについて、宗報などで周知すべきではないかとの問いに、満井は宗報ではなく学習会で答えるとし、例として長崎教堂での発言の訂正についてFax文を送ったところ、学習会で訂正したほうがよいと言われたので、山口教区の折に訂正したという。また、無帰命安心に陥るおそれがあり、誤解がないように解説しているが、説明論理が不完全なら勧学司教有志の会の示すような訂正が必要ではないかとの問いに、満井は誤解の危険性がないという点ではそのほうが危険性が少ないだろうと思うが、（門主が）あえてこういう表現を使っているのは、私の想像であるが、弥陀の救いの他力回向法の根源を、通仏教的な流れがあるということを示していると受けとめれば、この一文にも意味があると思う、ただし、危険性はあるとした。唱和100％の撤回、本文の修正について三好は、唱和100％を改めよという要望はしっかりと受け止めて持ち帰るが、内容に関しては、消息そのものは勧学寮の同意のもと門主から発布されたものであるから、総局の立場からは教義的なことも含めて本文に手をいれることは出来ない、領域外とした。また、消息として発布されたものであるから、今さら勧学寮が指摘しても修正は叶わないと思う。戦時中の消息は最終的に依用しないという判断がされていて、消息そのものが消えたわけではないとした。中井は戦時中の消息（大谷光照門主による）がどのように依用されないことになったかというと、（次の代である大谷光真）門主により（依用しないという）宗令が出された。門主が出した消息を自身が宗令で発布して依用しないというのは考えにくいとした。また、満井は従来のも新しい領解文も聖教に準じないと回答した。
1月20日 - 新しい領解文を考える会が署名活動を全国の本願寺派寺院への郵送やインターネットで開始する。受付期間は2月16日まで（その後提出直前まで延長）。署名提出予定先は本願寺派総長池田行信、同宗会議長園城義孝、本願寺執行長安永雄玄。内容は以下の二点の要望。
①宗務の基本方針具体策の新しい「領解文」（浄土真宗のみ教え）唱和推進の即時停止。
②得度式での依用を取り止める事。

1月23日 - 岐阜教区にて学習会が開催される。参加者は現地84名、オンライン31名、合計115名。新しい「領解文」（浄土真宗のみ教え）の唱和は行われず。この唱和を岐阜教区として受け入れるか、この学習会の説明で納得したかを採決したところ、現地のほぼすべての参加者が「受け入れない」「納得しない」に挙手。参加していた藤田祥道司教は、今回の出来事は必ず後代の研究者による検証がなされ、それに耐える行為を総局は行っているようには思われないこと、また英訳版を読み翻訳すると、「私の煩悩は仏陀のさとりにいだかれている」となっており、日本語版の「本来一つゆえ」とは異なる表現に英語版には修正が加えられ、表現に矛盾があると指摘した。また、高岡教区(富山県西部)から選出された宗会議員である公文名総務に対し、令和6年能登半島地震で被災され将来が見えず、また家族を失って生きている今が地獄という方たちに「生かされていることに感謝して」と読ませるのか、また本当に救いが必要な人に間に合わない浄土真宗のみ教えがあるのかとの質問に答えることが出来なかった。さらに視覚障害をもつ僧侶が涙を流しつつ社会的弱者に「お前は救われない」「努力が足りない」と言われているように聞こえることから、せめて唱和をやめさせるよう要望があったが明確な返答はなかった。また、「これもひとえに宗祖親鸞聖人と法灯を伝承された歴代宗主の尊いお導きによるものです」とあるが、そこにこれまで宗門を支えてきた門徒への思いは全くなく、門徒は軽んじてもいいのかとの意見や、あまりに石上前総長の書籍と類似の文言が多く、門主が書いたのなら著作権侵害に当たるように思うとの指摘もあった。消息発布から1年が経過したが、総務の寺院では100％唱和を達成したか、具体的な取り組みをしているかとの質問に対し、公文名は100％唱和は達成しておらず、すべての法座ではないが、それなりに取り組んでいるとした。また、新しい「領解文」(浄土真宗のみ教え)は本当に浄土真宗なのか、自己啓発セミナーと差別化をどこでつけていくのか、とても若者が魅力を感じてもらえるように思えず、本願寺の終わりの始まりではないかと感じられ、取り下げも修正もできないという頑ななとらわれの心をほどいてほしいとの意見に対し、満井はボランティアなどに積極的に参加される若い方たちを誘引する一つの入り口になりうるのではないか、という従来通りの返答がなされた。学習会での意見はどのように反映されるのかとの問いに、中井はこの学習会は宗務の基本方針に基づいて実施されているもので、今度の定期宗会で次年度の宗務基本方針が諮られる。その際のスタンスがこの学習会で頂いた意見への総局の対応となるのであり、あげられた質問について答えるということは慎重に考えたいとした。また、参加者からは賦課金の納付拒否に関わってくるのではないかとの懸念も挙げられた。
1月24日 - 山陰教区にて学習会が開催される。
1月24日 - 勧学・司教有志の会代表の深川宣暢勧学が宗門の秩序を乱したという理由により総局より宗門懲戒の申告がなされ、審査手続きに入っていることが明らかになる。
1月30日 - 東海教区にて学習会が開催される予定。
1月30日 - 前年12月21日に死去した玉井利尚宗会議員の遺族から当時の宗会や自身の記録が提供され、新しい領解文を考える会が公開する。玉井は新しい「領解文」（浄土真宗のみ教え）が制定された当時は親鸞聖人御誕生850年・立教開宗800年慶讃法要法要庶務本部長であったが、出身会派の顕心会はこれに反対しており、玉井は新しい「領解文」（浄土真宗のみ教え）について、第一段落は「十劫安心」や「無帰命安心」、第二段落は「善知識だのみ」、第三段落は「三業帰命」という異安心につながるものと認識していたことや当時の宗門中枢の動きが明かされる。
1月31日 - 中外日報紙面にて中外日報社が行った「本願寺派全国組長アンケート」とその結果が報じられる。521組のうち260組から回答が得られた。「従来の領解文を唱和する習慣はあるか」との質問に「ある」33.5％、「ない」42.3％、「どちらともいえない」24.2％。「新しい領解文に対する組内の反応」については「違和感がある」77.2％、「共感できる」0.4％となった。

### 公式学習会（2024年2月）とその間の動き
日時不明 - この頃、本願寺派宗会僧侶議員の会派に動きあり。第3会派の「誓真会」から一部が離脱し新たに「一信会」を発足。これにより「誓真会」は規定人数を下回り一時解散扱いとなるが、第1勢力「八五倶楽部」や無所属の僧侶議員の入会により存続。
これにより総局と僧侶議員の勢力は以下の通りとなる。
- 総局
  - 池田行信総長(東京)･･･石上前総局の筆頭総務。無所属[20]。
  - 荻野昭裕総務(和歌山)･･･石上前総局の総務、八五倶楽部。
  - 公文名眞総務(高岡)･･･池田総長就任により総局入局。無所属[20]。
  - 三好慶佑総務(福岡)･･･池田総長就任により総局入局。八五倶楽部。
  - 加藤尚史副総務(熊本)･･･池田総長就任により総局入局。八五倶楽部。
  - 菅原副総務辞任による後任の補充は行われていない。

※総局には各会派から1～2名を指名するのが慣例であるが、池田総局は八五倶楽部と無所属のみの構成。
- 会派勢力
  - 八五倶楽部（14名） - 前総長の石上智康議員率いる新しい「領解文」（浄土真宗のみ教え）を推進する立場にある。
  - 誓真会（8名） - 石上前総局の時に入局していた議員に八五倶楽部から移動した議員から構成される。池田総局寄りの姿勢。
  - 顕心会（14名） - 新しい「領解文」（浄土真宗のみ教え）の唱和推進に反対している。大谷門主の親教による「私たちのちかい」や「浄土真宗のみ教え」に対しても問題提起をしている。
  - 一信会（9名） - 誓真会を脱会した議員や新しい「領解文」（浄土真宗のみ教え）の唱和推進問題で会派無所属になっていた議員が多く含まれる。新しい「領解文」（浄土真宗のみ教え）の唱和推進の反対派。

以上に加え池田と公文名は無所属、ほか門徒議員が31名である。
2月1日 - 企画諮問会議が開催され、2024年度の宗務の基本方針と具体策案に、新しい「領解文」（浄土真宗のみ教え）の唱和推進を掲げないこととした。
2月5日 - 新しい領解文を考える会が署名活動の中間報告を行う。署名は4000名を超えていることと、提出時に個人が特定されないことを担保していることを明らかにする。
2月28日 - 新しい領解文を考える会が集めていた署名9106名分を池田総長、安永執行長、園城宗会議長に提出する。
2月28日 - 相馬一意勧学寮員が新しい「領解文」（浄土真宗のみ教え）に寮員のひとりとして同意したことへの責任感から、勧学寮員の辞表を提出する。
2月28日 - 第323回定期宗会が開会する。池田総長の執務方針演説において、今後の新しい「領解文」（浄土真宗のみ教え）の取り扱いについて、次回の宗勢基本調査（2026年予定）において「寺院行事での唱和100％をめざし、さらなる周知に努める」ことを見直し、今後、総局、内局、宗務の現場である教区・沖縄特区、組、直轄寺院、直属寺院及び一般寺院における拝読・唱和等については、各機関及び寺院が判断し行うこととした（寺院では住職、教区・直属寺院では教務所長・輪番が判断）。総局も主催する全ての会合等で唱和をするのではなく、行事毎の内容等に鑑みて判断したいとした。加えて、各教区・沖縄特区での学習会での意見等の取りまとめを行い、新しい「領解文」（浄土真宗のみ教え）、親教「念仏者の生き方」や「私たちのちかい」とともに、これらの理解や学びを深める機会を求める要望等があれば、関係機関と連携し、必要な手立てを講じたいとも示した。
2月29日 - 新しい領解文を考える会が、安芸教区宗会議員渡邉幸司より相馬一意勧学寮員（当時）への質問状に対し相馬が回答した内容を公開する。
- 「新しい領解文」を勧学寮が認めた理由
  - 教学上の問題から承認できない旨を答える段階で、徳永前寮頭と葛谷室長の会見があり、徳永の一存でやむを得ず追認したから
  - 徳永と葛谷の会談では徳永が解説文をつけるということで認めたとあり、徳永からは無条件の承認ではなく、解説文をつけることを条件に承認したと経緯の説明があり、すでに門主に報告のうえ事務が進められている状況では、寮員が反対による寮頭承認を白紙撤回は難しいと判断
  - 解説文によって教学からの逸脱を防ぐことができると考え、勧学寮員は止む得なく徳永の承認を追認
  - 勧学寮員全員は新しい「領解文」について勧学寮の示す解説文にしたがって理解されなければならないという意味で了承したと受け止めており、勧学寮の解説文以外の恣意的な解釈は排除されなければならないと理解している
- 勧学寮が了としたときの経緯（相馬による）
  - 寮員会議を開催して検討し、問題点十四箇所ほどを指摘して不承認との決議（相馬の記憶では2022年12月13日）
  - 「領解文」という言葉の使用等々も問題にはされたが、勧学寮への諮問には教義上の事柄に絞って答えるべきという意見があり、三点の教学上の問題点だけを示して、「不承認」とした
  - 問題箇所三点を指摘すると、葛谷統合企画室長が勧学寮を訪問し、徳永との一対一の会見を行う
  - 会見で徳永は葛谷の要求を入れて「承認もやむなし」の言質を与える（これが勧学寮頭の単独での承認であり、勧学寮の承認の第一歩となる）
  - 12月16日の勧学寮寮員会議において徳永は承認条件として解説文をつけることの説明があり、寮員は解説文によって宗義からの逸脱が防げるかと判断し、追認する（相馬は同意の捺印についてはした記憶があるものの、期日は記憶していない）
  - 勧学寮は徳永寮頭の名の下に承認の旨を石上総局に回答し、『本願寺新報』2月1日号に発表される解説文の作成に尽力する
- 「新しい領解文」の教学的な問題について
  - 最大の問題点は「私の煩悩と仏のさとりは本来一つ」の出拠が明確に得られないこと(学習会での満井の説明はすべて当たらず、法性・真如の段階では言えても、方便法身・報身の阿弥陀如来のはたらく現世に於いては、煩悩とさとりは別物で、罪悪深重の凡夫というのもそのため）
  - 「少しずつ執われの心を離れます」は少しずつ向上して煩悩の人間がそうでなくなってゆくという浄土真宗ではとられない見解である（『観無量寿経』のような機の真実や「他力回向」の弘願が意味をもたなくなる）
  - 「日々に精一杯つとめます」は解説文ではあえて「聞法につとめる」こととしており、そうでなくては「往生浄土」にとって意味をなしえない単なる道徳生活の勧めに堕してしまう
  - 浄土往生がいつ得られるのか示されていない（解説文ではあえて「私の命が終わったその時に」とか「今生が終わった後」と限定している）ほか、親鸞が『教行信証』に「本願と名号」と述べているのに「本願」が表出されていないように「浄土真宗のみ教え」としては不十分であり教義的に危うい表現も多い

### 定期宗会と総長辞任
会期中 - 新しい「領解文」(浄土真宗のみ教え)関連の通告質問が多く、審議中断が相次ぐ。池田総長は審議再開後の答弁で「覚悟を持って解決に取り組む」と回答した。通告質問が長引くなか予算関連審議の審査会は1日半の異例の短時間で実施される。
3月7日 - 午後4時30分、第一・第二審査会とも予算案は承認され、本会議にて会長より報告があり、散会。
3月8日 - 宗会会期末。本会議において2024(令和6)年度の宗務の基本方針案と予算案の採決。賛成多数で議案が承認される。議案承認をうけて「本日をもって総長の職を辞任いたします」と辞意を表明。辞任が承認され、総長選挙が行われることとなる。

### 異例の総長選挙
園城義孝宗会議長、大谷光淳門主より総長候補者指名書を受け取り、本会議場で開緘。
- 候補者
  - 東京教区 池田行信（再指名）
  - 和歌山教区 荻野昭裕（池田総局筆頭総務）

- 選挙結果
  - 白票　　　　34票
  - 荻野昭裕　　27票（当選）
  - 池田行信　　13票
  - 無効票　　　1票

全75票のうち半数近くの白票が過去最多であり、当選した荻野総務の票数も近年異例の少なさである。白票は新しい「領解文」(浄土真宗のみ教え)に反対する議員のものとみられる。選挙を終えて宗会は閉会した。

## 荻野総局下における経過

### 新総局の始動
3月11日 - 総務及び副総務が決定。荻野総局始動する。前総局の池田と公文名はそれぞれ無所属議員として活動することとなる。
- 荻野昭裕総長(和歌山)･･･八五倶楽部所属。石上総局で副総務、池田総局では筆頭総務。
  - 日谷照應総務(石川)･･･誓真会所属。石上総局で総務。
  - 三好慶祐総務(福岡)･･･八五倶楽部所属。池田総局で総務。
  - 弘中貴之総務(山口)･･･誓真会所属。石上総局で副総務。
  - 加藤尚史副総務(熊本)･･･八五倶楽部所属。池田総局で副総務。
  - 大河内隆之副総務(宮崎)･･･顕心会所属。[25]

3月14日 - 池田総局が深川宣暢勧学を対象とした懲戒申告について、荻野総局が申告を取り下げる。
4月1日 - 人事異動。勧学寮員では辞表のあった相馬に代わり武田宏道が、大田利生が総合研究所長と入れ替わりで満井秀城が就任し、その後互選により浅田が引き続き勧学寮頭となる。
- 勧学寮員
  - 浅田恵真（勧学寮頭）
  - 林智康
  - 北塔晃陞
  - 武田宏道（新）
  - 満井秀城（新、総合研究所前所長）
- 相馬一意（辞表）
- 大田利生（異動、総合研究所新所長）

4月21日 - 勧学・司教有志の会より第7弾となる声明が5月20日にかけて4回と附論に分け発表される。内容は、池田行信前総局名で全寺院に送付された『なぜ「私の煩悩と仏のさとりは本来一つゆえ」なのか』という総合研究所の冊子への批判である。

### 公式学習会の再開
池田総局の総辞職により開催を中止していた宗派主催の学習会は、荻野総局の始動により5月から再開される。
5月28日 - 沖縄県宗務特別区（沖縄特区）にて学習会が開催される（当初は3月26日実施予定）。参加者からは唱えると「変わっている人」として見られてしまう現状が伝えられた一方、浄土真宗の流れを感じられず心が苦しい、誤解をされず、かつわかりやすく伝える手法はあるのか反対や疑問の声があり、寺院の少ない沖縄でも混乱している状況が明らかになった。
6月11日 - 宮崎教区にて学習会が開催される（当初開催日未定）。総合研究所前所長の満井も太田新所長、寺本副所長と同席した。総合研究所が発行した説明冊子『なぜ「私の煩悩と仏のさとりは本来一つゆえ」なのか』に対して多くの疑問や意見が出た。
7月10日 - 国府教区にて学習会が開催される（当初は3月11日実施予定）。先の総長選挙結果や後述の安居についても質問が行われた。
8月13日 - 新しい領解文について考える会が各教区・特区での学習会の質疑内容をYouTubeに公開する。

### 異例の安居
6月14日 - 本願寺派公式サイトで2024年夏安居について募集要項が掲載される。前年12月に発表された通り、本講師には北塔晃陞勧学で「浄土論」としているが、副講者や典議は未発表であった。
7月5日 - 本願寺派公式サイトにて安居の副講者と典議が発表される。副講者には山本攝叡司教で「恵信尼文書」、典議は天岸浄圓司教とした。山本と天岸はいずれも行信教校（大阪府高槻市常見寺）で指導し、司教以上の学階は無かったが、通常1年かけて行われる司教論文の審査が5月1日の受付から僅か2か月以内に行われ、司教に就任し、安居を担当することとなった。
7月18日 - 龍谷大学大宮学舎本館にて安居が始まる。

### 反対勢力の結集
7月1日 - 宗門を正常化する推進協議会（宗正協）が発足する。これまでに「新しい領解文」に問題意識をもち、それぞれ活動・情報交換してきた宗会議員会派「顕心会」、同「一信会」、同「門徒宗会議員」の有志、「勧学・司教有志の会」、「新しい領解文を考える会」で構成される。
8月17日 - 宗正協が根本問題をまとめ、インターネット上で文書を公開する。
8月28日 - 安永雄玄に代わり、藤實無極（ふじみ むごく）が本願寺執行長に就任する（任期は2年）。
9月30日 - 宗正協が総局ならびに勧学寮に公開質問状を送付する。10月10日までの回答を要求した。
10月1日 - 勧学・司教有志の会が第8弾となる声明を出す。内容は徳永前勧学寮頭の動きを踏まえて現在の勧学寮への批判である。

### 宗会議員総選挙
前回2020年に選挙行われてから4年となることから宗会議員の任期が満了となり、総選挙が行われた。争点となる宗派の諸課題は多くあるなかで、新しい「領解文」（浄土真宗のみ教え）についても大きな争点の一つとなった。
12月11日 - 僧侶議員選挙投票日。13日までにすべての選挙区で開票され、結果が公表された。選挙戦となった選挙区の多くは定員を1上回る立候補があり、現職の八五倶楽部（石上智康元総長ら新しい「領解文」（浄土真宗のみ教え）の唱和を推進する会派）、誓真会（同じく）へ宗正協系候補者が対抗する構図であった。選挙の結果は宗正協系候補者の多くが当選し、一方で八五倶楽部、誓真会は現職の総務や副総務、前年以降の総務副総務が落選する歴史的惨敗となった。なお、前回選挙後の総長について、石上智康元総長は立候補せず、池田前総長、荻野総長は無投票当選となった。
12月14日 - 門徒議員選挙投票日。兵庫・福岡で定員を上回ったことにより、教区会（教区における議会）で投票が行われた。

### 特別宗会における総長選挙
宗会議員総選挙を踏まえ、特別会が招集された。なお、選挙で大敗し7議席となった八五倶楽部（唱和推進派）は朋友倶楽部に改称、大河内副総務が顕心会から離れ朋友倶楽部に合流し8名となった。また、誓真会（同推進派）は宗会議員選挙で複数名落選し日谷照應総務1名になったため解散された。
選挙で大勝した顕心会は、新人議員も入会し15名に、解散した旧誓真会と無所属議員が集結して2024年2月に新設された推進反対派の一信会は8名になった。さらに特別宗会前に新人議員で結成された新会派である凛和会には顕心会からも1名合流して8名。その後会期最終日には無所属新人に日谷前総務（元誓真会）と元八五倶楽部議員が合流して規定人数の7名となり新会派となる無所属の会を結成。
12月18日 - 特別宗会招集。議長と副議長は選挙前から引き続き園城義孝議長（一信会・長崎）と茶屋征夫副議長（門徒議員・鹿児島沖縄）が再選される。
12月19日 - 宗会開会式が行われる。開会挨拶で大谷光淳門主は、「（教団の目的である）あらゆる人々に阿弥陀如来の智慧と慈悲を伝えることというのは、表現を変えると、先人の方々が大切に受け継いでこられたみ教えの肝要をひろく、わかりやすく、また次の世代に確実に伝えるということであり、これはこれまで私が親教や消息で申し述べてきたことであります」と述べた。その後、規定に基づき門主により新たな総長候補者が指名され、議員による選挙が行われた。
総長候補者として大谷門主が提示したのは次の通り。
- 池田行信（前総長、東京北選挙区選出議員、朋友倶楽部）

- 満井秀城（勧学、勧学寮員、総合研究所前所長）

これに対して過半数の議員が退席し、本会議は一時休会となった。また、宗会運営委員会では対応の協議が行われ、門主への面会を求めることとなるも謝絶され、本会議で投票を行うこととした。結果は以下の通りとなり、再選挙が実施されることとなった。
- 選挙結果
  - 池田行信　　14票
  - 満井秀城　　61票（当選辞退）
  - 白票　　　　1票

12月20日 - 大谷門主より総長候補者が再指名される。
- 池田行信（前総長、東京北選挙区選出議員、朋友倶楽部）
- 石上智康（元総長、前東京南選挙区選出議員、旧八五倶楽部）
- 選挙結果
  - 池田行信　　22票（当選）
  - 満井秀城　　0票
  - 白票　　　　52票

総長経験者2名が指名され、投票の結果1年も経つことなく、池田が再度就任することとなった。

## 第二次池田総局下における経過

### 新総局の始動
12月20日 - 第二次池田行信総局発足。宗会議員の入局はすべて朋友倶楽部からであり、少数与党となった。また、総務には議員以外から地方宗務機関管理職である中尾築地本願寺宗務長（別院の輪番に相当する）を起用する異例の人事となった。
- 池田行信総長(東京北)･･･朋友倶楽部所属。2023年5月以来の2期目の就任。
  - 荻野昭裕総務(和歌山)･･･朋友倶楽部所属。石上総局で副総務、池田総局では筆頭総務を歴任、前総長。
  - 中尾史峰･･･築地本願寺宗務長（代表役員）。初入局。
  - 藤山憲二総務(四州)･･･朋友倶楽部所属。初入局。
  - 河原善雄副総務(京都)･･･朋友倶楽部所属。初入局。

2025（令和7）年1月1日 - 本願寺派公式サイトにて池田総長が挨拶。その中で、「現在、宗門内は、新しい「領解文」（浄土真宗のみ教え）に関して様々な異論が挙がり、混乱が生じています。一刻も早く事態の収拾を図る必要があります。そのためには、話し合いにより問題を解決することが小職の立場としては重要であると認識いたしております」とコメントした。

### 2025年御正忌報恩講法要での対応
1月9日 - 親鸞の命日法要である御正忌報恩講法要が本山本願寺（西本願寺）で始まる。初夜の改悔批判では与奪者（門主の代理人）の北塔勧学が前年の満井勧学同様に浄土真宗の教学と参列者が低頭して出言した領解文について解説し、続けて新しい「領解文」（浄土真宗のみ教え）についても参列者が合掌して唱和した。また、前年に引き続き法要のしおりにも同様に掲載された。
1月15日 - 大谷光淳門主による法話（親教）では特に触れられなかった。

### 第325回定期宗会へ
1月17日 - 第34回宗門総合振興計画推進会議を開催。総局は、『新しい「領解文」（浄土真宗のみ教え）に関する教学者懇談会』（仮称）の設置を提案したが、委員の疑義があり撤回となった。また、賦課基準の見直しに関する「総局案」を提示した。荻野前総局が示した「総局試案」に対する公聴会での意見を踏まえた変更を施している。
1月29日 - 第39回築地本願寺評議会臨時会にて中尾史峰宗務長の総務就任に伴い宗務長選挙が行われる。竒山（はやま）明憲が選出された。任期は2年間。
2月26日 - 聞法会館に設置されていた新しい「領解文」（浄土真宗のみ教え）の大型パネルが撤去される。
2月26日 ｰ 第325回定期宗会開会。池田総長は執務方針演説にて新しい「領解文」（浄土真宗のみ教え）に関して言及。本願寺内局との協議の結果次年度以降の得度式での使用の取りやめ、有識者数名による教学者懇談会の設置、宗派刊行物への掲載中止を表明した。そのうえで、新しい「領解文」（浄土真宗のみ教え）を受け入れている人もいることから、唱和に関しては引き続き現場の判断に任せるとした。また、藤實無極本願寺執行長は得度式の他の本山の取り組みについてもあらためて慎重に精査するとした。
3月3日 - 第325回定期宗会の通告質問を終えた。登壇した25人の議員のうち18人が新しい「領解文」（浄土真宗のみ教え）を巡る問題を取り上げ、その大半が総局の対応を厳しく追及した。池田総長の執務方針演説を受けても強い批判の声はやまず、総局は対応をさらに追加・改善する姿勢を迫られた。
3月4日 - 宗務所における朝礼、布教使課程における新しい「領解文」（浄土真宗のみ教え）の唱和が停止される。なお、宗務所朝礼では発布翌日の2023年1月17日より、布教使課程は2023年1月23日から唱和が行われていた。
3月4日 - 池田総長は次年度「宗務の基本方針」案に「新しい『領解文』（浄土真宗のみ教え）に関する施策を取り止め、宗門の信頼回復に努める」の一文を追加することを表明した。新しい「領解文」の周知・普及に批判的な宗会の多数派の要求を受け入れる形となった。
3月6日 - 定期宗会本会議にて次年度予算等上程議案全ての採決を経て、池田総長が「人心一新することを決意した」と辞任を表明。これを受けて、後任を決める総長選のため、会期を１１日まで延長し、大谷光淳門主は後任の候補者として、総長経験者２人を指名した。
- 候補者
  - 荻野昭裕（総務、元総長、朋友倶楽部、和歌山選挙区選出宗会議員）
  - 園城義孝（宗会議長、元総長、一信会、長崎選挙区選出宗会議員）

3月7日 - 定期宗会にて総長選挙実施。
- 結果（計75票）
  - 荻野昭裕　16票
  - 園城義孝　59票（当選）
  - 白票等　0票

園城は就任を受諾し、「新しい『領解文』の唱和の推進はやめなくてはならない」と明言した。また、これに先立ち園城は議長を辞し、後任には総得票75票中72票を獲得した下川弘暎元総務（福岡・顕心会）が議長に選出された。

## 第二次園城総局下における経過と決着

### 新総局の始動
3月10日 - 第二次園城義孝総局発足。宗会議員の入局はすべて新しい「領解文」（浄土真宗のみ教え）の唱和推進に反対する会派からという政権交代であり、2022年までの全会派入局体制とはならなかった。
- 園城義孝総長(長崎)･･･一信会所属。2期目の就任。
  - 桑羽隆慈総務(山口)･･･顕心会所属。
  - 竹田空尊総務(福井)･･･一信会所属。
  - 松原功人総務(山口)･･･凜和会所属。
  - 清岡大地副総務(大阪)･･･顕心会所属。

3月（日付不明） - 淺田勧学寮頭が辞表。欠員補充として深川宣暢が就任する。
3月26日 - 互選の結果、勧学寮頭に北塔晃陞勧学が任命される。

### 新しい「領解文」（浄土真宗のみ教え）の使用取りやめ
4月16日 - 第二次園城総局が宗告第5号として新しい「領解文」（浄土真宗のみ教え）に関する総局見解を示す。一連の混乱の根源として石上智康総局の申達によって始まり、第二次池田総局までの総局がその申達責任を取らなかったことの認識を示し、関係者に心配をかけたと反省した。さらに新しい「領解文」（浄土真宗のみ教え）について、今後は事実上使用・推進しない方針を明言した。
ここに新しい「領解文」（浄土真宗のみ教え）にかかる法論は、宗会・宗政において反対派の勝利となった。

### 安居中止
5月19日 - 勧学寮は7月18日より31日まで予定していた安居について、開講要件を満たすことができないとして中止すると発表。また、安居で予定していた会読については「勧学寮論議会」として特別開催することが併せて発表された。

6月11日 - 「宗門を正常化する推進協議会」（宗正協）第2回総会開催。文書「勧学寮員としての信義と責任を問う」の採択が行われ、翌12日、勧学寮員5名へ郵送。諮問機関である勧学寮が追認したことについての責任は大きく、徳永元寮頭や相馬元寮員、淺田前寮頭の辞任に言及したうえで、当時から現在も関与している関係者の進退を迫った。

## 新しい「領解文」（浄土真宗のみ教え）への評価
東京大学名誉教授の末木文美士は朝日新聞の取材に対し、大胆なものであり、今まで親鸞の教学を守ってきた人から見ると、受け入れにくいのも無理はないとしている。
武蔵野大学名誉教授のケネス田中は信心を正しくわかりやすく伝えるという部分では問題点があるとしつつも、時代状況や人々の意識に応じた伝道方法で若い人やこれまで浄土真宗に親しみのなかった多くの方々にわかりやすく伝えることはできており、入り口付近の人々を対象にしているのであれば、だいたい評価基準を満たしているとしている。また、教学面でも批判があっても、似たようなものとして米国で親しまれているゴールデンチェーンよりは優れているとしている。
また、中外日報の取材に対して僧侶たちからは次のような声が上がっている。
- 大谷光淳門主が親鸞の「いし、かはら、つぶてのごとくなるわれら」という言葉を念頭に親鸞に多様性と共感のメッセージがあると述べている。そのうえで、この新しい「領解文」（浄土真宗のみ教え）を巡る混乱は「他者を取り込むために開祖の教学を歪曲させる教団」か「安易な言語表現にとらわれず正しいみ教えを外部に発信することを目指す教団」かの路線競争である。
- 三業惑乱のあとの「宗意安心」は体制への批判を自粛し教団の温存を図ることが前提で、私と如来という縦の関係については緻密に理論化されていても、私と他者（教団、社会）という横の関係については欠如している。その結果、いわゆる戦時教学や差別の助長につながった。
- 難しい教学用語を用いず、わかりやすい言葉で示すことを試み従来より総局が指揮を取り取り組んできたものである。しかしながら現代的日本語として読みやすくはあるが、その意味が正確に伝わるものとはなっておらず、正しい親鸞教学を伝えるものとは言えない。また、そもそも本来出言者自身の「領解」を述べるものである「領解文」を、外部の立場にわかりやすくする、という方向性自体問題が散見される。戦争協力や差別の助長を歩んできた外部からの視点による史実を門主が述べているように、外部からの視点に敏感となるべきことを門主は指摘しているのではないか。内部と同時に外部でもある門徒の視点も取り入れるべきであり、門徒にとっては受け入れ難いという意見が大半である。

## 新しい「領解文」（浄土真宗のみ教え）をめぐる問題点
新しい「領解文」（浄土真宗のみ教え）については教学や組織運営などの面で多方面から問題点が指摘されている。

### 教学的問題
- 「私の煩悩と仏のさとりは本来一つ」とする部分はこれは仏の見方であることから、ここを信仰告白する衆生が読むことが本覚思想的であること。
- 「宗祖親鸞聖人と法統を伝承された歴代宗主の尊いお導きによる」とする「これ」が何を対象としているのかが不明瞭であること。
- 「宗祖親鸞聖人と法統を伝承された歴代宗主の尊いお導きによるもの」とあるように、宗祖と宗主を同格視しているように見られ、消息を発布する門主が自らも含むかのように発してしまうこと。また、従来の領解文でいう次第相承の善知識を歴代宗主に限定解釈していることも知識帰命的であること。
- 「執らわれの心をを離れます」ということについて、浄土真宗的には臨終まで煩悩をなくすことはできないうえ、大谷光淳門主が2016年に教諭した親教「念仏者の生き方」では、少しでも仏の願いに適う生き方をとしていることと矛盾していること。

### 宗門法規（組織運営）的問題
- 現代版領解文制定方法検討委員会の答申にある「領解文」の文言を使わないようにという答申内容を無視していること。
- 消息の扱いについて戦時教学の反省から聖教としないとしているが、領解文の語を用い、唱和を呼びかけるなど聖教のように扱っていること。
- 消息発布の責任の所在について発布した門主ではなく、同意した勧学寮でもなく、進達した総長にあるが、総長や勧学寮員が辞しても発布者たる門主の行為として永代に語り継がれてしまうこと。
- 消息発布には教学面での司法機関である勧学寮の寮員会議での同意が必要だが、限られた時間で絶対に発布するように行政府である総局及び事務の中枢である統合企画室長による勧学寮頭への干渉があり、勧学寮頭が寮員会議を行わず独断で同意したと疑惑されていること。なお、宗務にあたってはそれぞれの独立性を尊重し、干渉があってはならないとしている。
- 宗会において議員からの要望もあったが、新しい「領解文」にかかる勧学寮の寮員会議の議事録が一切開示されないこと。
- 消息批判が門主批判を意図するものでないとしても、形式上は発布者である門主及び宗門への批判という組織上重大な反逆行為となること。
- 石上総長（当時）が勧学寮頭に勧学・司教有志の会参加者へ指導を要請するが、寮員以外であり、宗制に規定される教義に反していないことから、勧学寮頭が有志の会に指導する権限がないこと。

### その他の問題
- 現代版領解文の検討を進める中で、すでにまとめられ、現代版御文章ともいえる『拝読 浄土真宗のみ教え』に掲載されていた「浄土真宗の救いのよろこび」を典拠不明として改定版において不掲載としたこと。
- 元となる文章は「浄土真宗のみ教え」として、2021年4月15日の親教で述べられているが、石上智康総長の書籍に見られる文章と酷似していること。
- 元の親教ではなく、この消息の発布後により大規模な反対運動となっていること[35]。
- 当初の石上総局の説明と異なり、得度式での従来の領解文を取りやめるなど、事実上新しい「領解文」（浄土真宗のみ教え）に置き換えられつつあること[36]。
- 反対派、賛成派が互いに人格否定的な言動を含む過剰な攻撃をしていること。
- 本願寺教団組織の根本的問題として、親鸞教学に従えば当時門主も煩悩にとらわれた凡夫であるにもかかわらず、門主の言行動が全肯定されるべきものであると扱われていること。
- 併せて熟読するように指定されている勧学寮の解説書だけでも混乱し、満井本願寺派総合研究所長の『なぜ「私の煩悩と仏のさとりは本来一つゆえ」なのか』も発表され、更に併せて読むように求められているが、字数が『無量寿経』白文に匹敵する15000字以上にのぼり、浄土真宗のみ教えが簡潔に伝えられていないこと。